# تصفيات كأس العالم 2022 – آسيا الدور الرابع
المرحلة الرابعة من التصفيات الآسيوية ضمن تصفيات كأس العالم 2022 المؤهلة لكأس العالم 2022 هي مباراة فاصلة واحدة لُعبت يوم 7 يونيو 2022.

## النظام
خلال المرحلة الرابعة، يتواجه المنتخبين صاحبين المركز الثالث من مجموعتي المرحلة الثالثة في مواجهتين ذهاب وإياب. الفائز في المباراة الفاصلة يتقدم لمرحلة المباراة الفاصلة القارية ضد صاحب المركز الرابع من تصفيات أمريكا الجنوبية في قطر.

## المنتخبات المتأهلة
| المجموعة المرحلة الثالثة | المركز الثالث            |
| ------------------------ | ------------------------ |
| الأولى                   | الإمارات العربية المتحدة |
| الثانية                  | أستراليا                 |

## المباراة
| فريق 1                   | نتيجة | فريق 2   |
| ------------------------ | ----- | -------- |
| الإمارات العربية المتحدة | 1–2   | أستراليا |

| الإمارات العربية المتحدة | 1–2                           | أستراليا                   |
| ------------------------ | ----------------------------- | -------------------------- |
| - كايو 57'               | تقرير (فيفا) تقرير (إي إف سي) | - إرفين 53' - هروستيتش 84' |

| الإمارات العربية المتحدة | أستراليا |

}}